# Ovidiu-Ioan Dumitru
Ovidiu-Ioan Dumitru (n. 29 octombrie 1980

) este un deputat român, ales în 2012 din partea grupului parlamentar PP-DD. 
Pe 21 mai 2013 a devenit deputat neafiliat, apoi s-a mutat în grupul parlamentar al Partidului Național Liberal (pe data de 2 februarie 2015).